# María Pedraza
María Pedraza (Madrid, Espanya; 26 de gener del 1996) és una actriu espanyola de cinema i televisió que es va donar a conèixer el 2017 protagonitzant la pel·lícula Amar, d'Esteban Crespo, i interpretant el paper d'Alison Parker en la sèrie d'Antena 3 La Casa de Papel, i també amb la sèrie de Netflix Élite interpretant el paper de Marina Nunier Osuna.

## Carrera
Pedraza va ser descoberta en el seu compte d'Instagram pel director de cinema Esteban Crespo, qui la va convidar a realitzar una audició per escollir l'actriu principal de la seva òpera prima AMAR després de veure les seves publicacions a la xarxa social. María es va presentar i va obtenir el paper de Laura, passant a formar part d'un repartiment conformat també per Pol Monen, Natalia Tena, Gustavo Salmerón i Nacho Fresneda. La pel·lícula es va estrenar en cinemes el 21 de març de 2017.
El seu segon projecte com a actriu va ser el de donar vida a Alison Parker, filla de l'ambaixador britànic a Espanya, en la popular sèrie d'Atresmedia La casa de papel. La posterior compra de la mateixa per Netflix li va valer a l'actriu el reconeixement tant estatal com internacional. Aquell mateix any va formar part del ventall de la webserie produïda per RTVE per a la seva plataforma Playz Si fueras tú, interpretant els papers d'Alba Ruiz Alonso i Cristina Romero. Es tracta d'una sèrie interactiva en la qual els usuaris votaven setmanalment per decidir de quina manera continuava la història. Aquesta va donar lloc a un telefilm, estrenat el 4 de desembre de 2017 a La 1.
A principis del 2018 es va anunciar la participació de Pedraza a la segona sèrie espanyola original de Netflix titulada Élite, on comparteix repartiment amb els actors de la Casa de Papel Miguel Herrán i Jaime Lorente. Élite es va estrenar el 5 d'octubre del any 2018. Després de finalitzar l'enregistrament de la primera temporada d'aquesta, Atresmedia va confirmar que l'actriu serà la protagonista de Toy Boy, la seva nova ficció produïda per Plano a Plano.

## Filmografia

### Pel·lícules
| Pel·lícules | Pel·lícules                                | Pel·lícules   | Pel·lícules     | Pel·lícules     |
| Any         | Títol                                      | Paper         | Director(a)     | Notes           |
| ----------- | ------------------------------------------ | ------------- | --------------- | --------------- |
| 2017        | Amar                                       | Laura         | Esteban Crespo  | Paper principal |
| 2019        | ¿A quién te llevarías a una isla desierta? | Marta Garnica | Jota Linares    | Paper principal |
| 2020        | El verano que vivimos                      | Adela Ibáñez  | Carlos Sedes    | Paper secundari |
| 2021        | Poliamor para principiantes                | Amanda        | Fernando Colomo | Paper principal |

### Sèries
| Sèries | Sèries           | Sèries                             | Sèries            | Sèries              |
| Any    | Títol            | Paper                              | Cadena/Plataforma | Notes               |
| ------ | ---------------- | ---------------------------------- | ----------------- | ------------------- |
| 2017   | La casa de papel | Alison Parker                      | Antena 3          | 15 episodis         |
| 2017   | Si fueras tú     | Alba Ruiz Alonso / Cristina Romero | Playz             | Webserie 8 episodis |
| 2018   | Élite            | Marina Nunier Osuna                | Netflix           | 8 episodis          |
| 2019   | Toy Boy          | Triana Marín                       | Antena 3          | 13 episodis         |